# Французько-югославські відносини
Французько-югославські відносини (фр. relations franco-yougoslaves, сербохорв. francusko-jugoslovenski odnosi, odnosi Francuske i Jugoslavije) — історичні двосторонні відносини між Францією та колишньою Югославією. Охоплювали період від кінця Першої світової війни до остаточного розпаду Югославії на тлі припинення холодної війни. Протягом цього періоду в обох країнах були різні режими: у Франції — Третя Республіка, Вільна Франція, Тимчасовий уряд часів війни, післявоєнна Четверта Республіка та сучасна П'ята Республіка, а на території Югославії — Королівство Югославія, уряд у вигнанні упродовж війни, тимчасова Демократична Федеративна Югославія наприкінці війни та Соціалістична Федеративна Республіка Югославія.
Під час Другої світової війни додатково існували маріонеткові держави Осі — режим Віші та Незалежна Держава Хорватія (НДХ), які керували частинами територій окупованих Франції та Югославії відповідно. 

## Історія

### Міжвоєнна доба

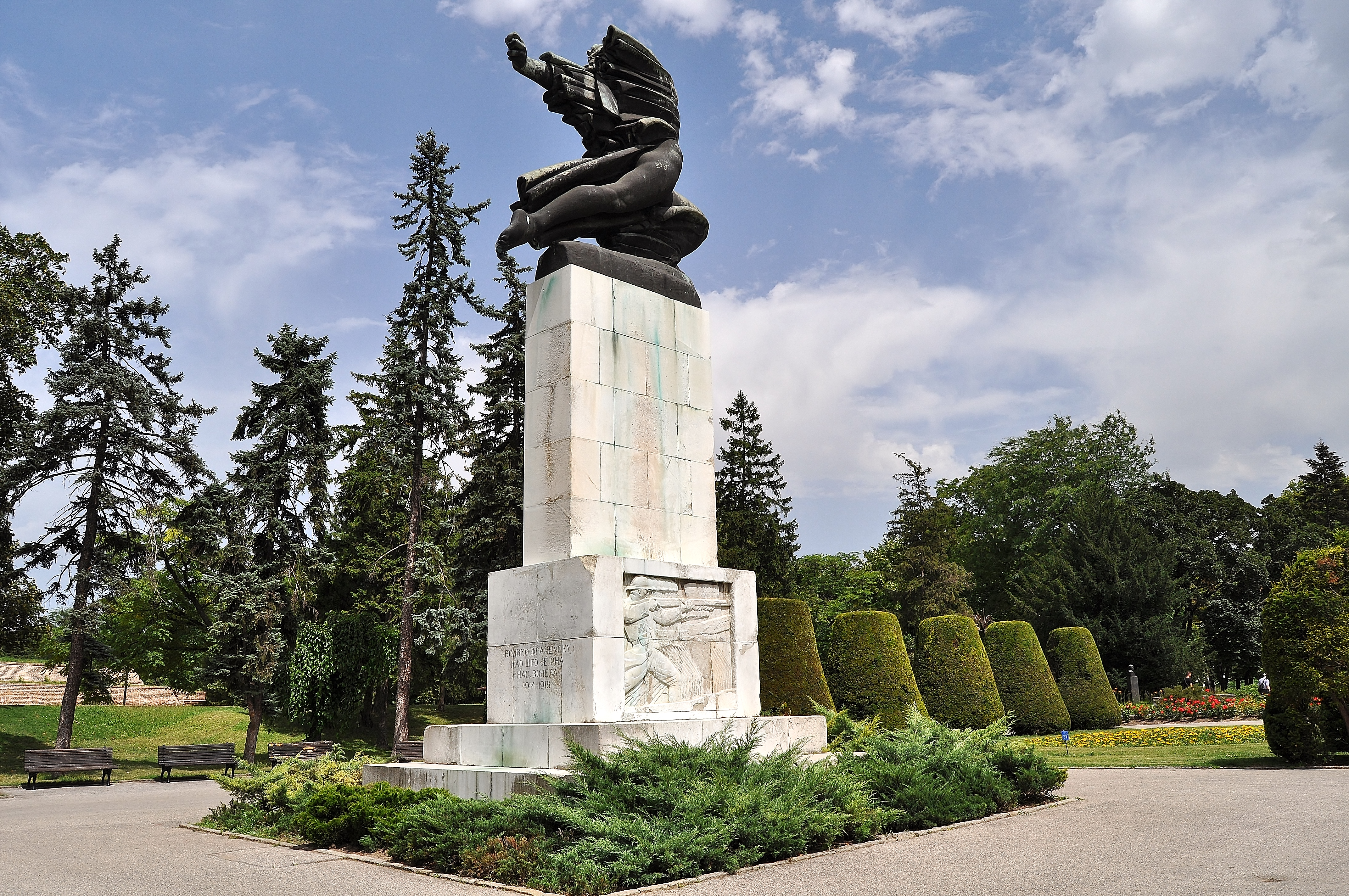
Монумент подяки Франції при Белградській фортеці

Наслідуючи попередній досвід альянсу між Францією та Королівством Сербія, Королівство Югославія було рішучим послідовником французької політичної стратегії в міжвоєнній Центральній Європі. 11 листопада 1927 року у Белграді було підписано Декларацію про французько-югославську дружбу, яку того самого дня ратифікували у Парижі. 1928 року, посилаючись на невідповідний час, французький уряд відхилив пропозицію югославського генерального штабу про військову співпрацю. У Югославії святкували французький День взяття Бастилії — у такий спосіб югослави вшановували пам'ять французів, загиблих на Балканах під час Першої світової війни. 11 листопада 1930 року у Белградській фортеці було відкрито Монумент подяки Франції. Проте економічне співробітництво було обмеженим і скорочувалося. У 1934 році Франція посідала лише шосте місце серед постачальників товарів у Югославію і одинадцяте — серед споживачів її товарів.
Після участі Франції у Пакті чотирьох держав 1933 року такі профранцузькі держави, як Югославія, почали дедалі більше перейматися своєю залежністю від Франції та почали зміцнювати власні механізми безпеки. Таким чином, 9 лютого 1934 року Греція, Румунія, Туреччина та Югославія підписали Балканський пакт.

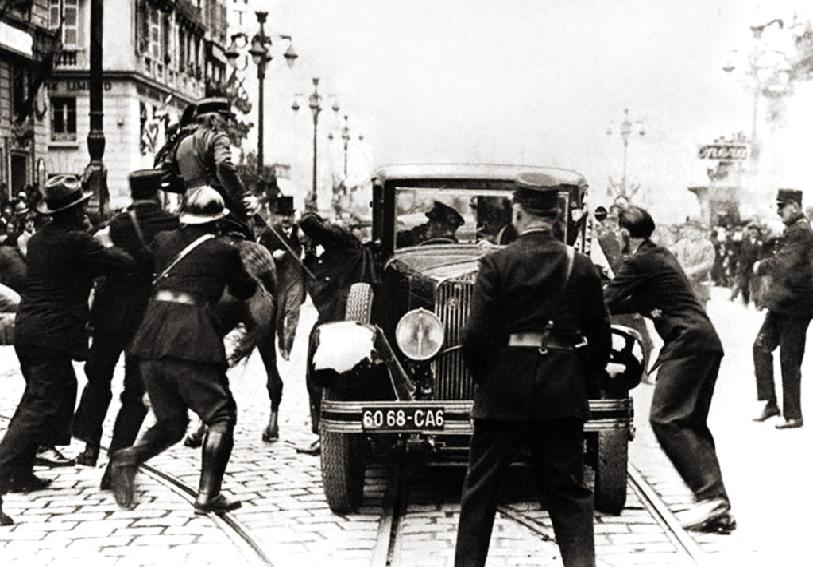
Марсельське вбивство

9 жовтня 1934 року під час державного візиту югославського короля до Франції монарх Олександр I і французький міністр закордонних справ Луї Барту були вбиті в Марселі.
Політика Югославії в наступний період переорієнтувалася на зближення з Болгарією, Угорщиною, фашистською Італією та нацистською Німеччиною.

### Друга світова війна
Під час Другої світової війни обидві держави потрапили під окупацію країн Осі. Частини їхніх територій перебували під прямим управлінням держав Осі, а інші території були номінально передані незалежним маріонетковим режимам: у Франції — режиму Віші, а в Югославії — Незалежній Державі Хорватія (НДХ). Ці режими проводили обмежену дипломатію один з одним: НДХ мала консульство у Вішістській Франції.
Обидві країни мали помітні рухи опору проти окупантів. На пізніх етапах війни югославські партизани вивільнили значні території з-під контролю Осі. Партизани на території Словенії врятували сотні союзницьких авіаторів, військовополонених і підневільних робітників, серед яких 120 були французами.

### Комуністична Югославія

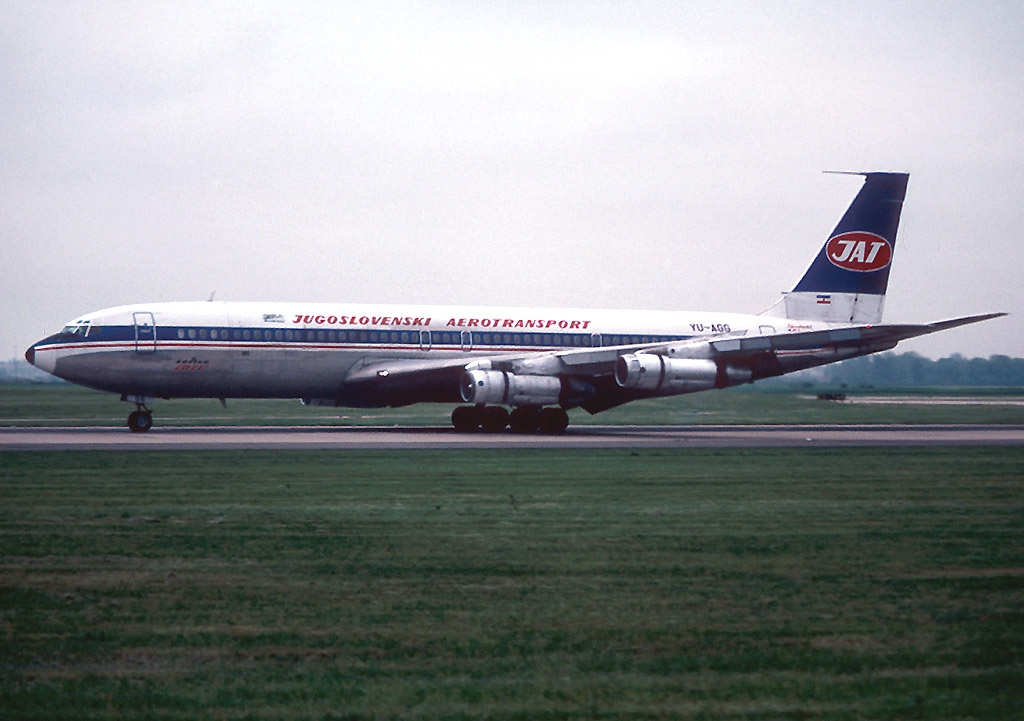
Югославський Boeing 707 авіакомпанії JAT у паризькому аеропорту Орлі

Після війни утворилася Федеративна Народна Республіка Югославія, яка стала однією з двох післявоєнних соціалістичних держав у Європі, що зберегли дипломатичну незалежність від Радянського Союзу (іншою була Албанія). Це був період, коли Белград мав намір використати свої відносини з Францією для закріплення цієї незалежності. У квітні 1946 року було створено товариство французько-югославської дружби. Подальші політичні розбіжності з Радянським Союзом призвели до розколу 1948 року між Тіто і Сталіним, після чого відносини Югославії з усіма країнами Східного блоку були призупинені або значно погіршали. Тим часом Югославія переорієнтувала свою політику на нейтральні європейські держави і ввійшла в тісну співпрацю з країнами неприєднання в інших частинах світу. У проміжку з 1951 по 1954 рік Франція разом із США та Великою Британією брала участь у програмі тристоронньої допомоги Югославії. Однак 1953 року Національна асамблея Франції припинила свою участь у програмі, що призвело до зменшення її впливу в Югославії.
Під час війни в Алжирі Югославія надавала значну матеріально-технічну та дипломатичну підтримку алжирській стороні, що погано позначилося на її відносинах зі Францією, яка вважала, що тісний зв'язок між Єгиптом і Югославією продовжуватиме сильно впливати на політику останньої щодо Алжиру. Югославія офіційно визнала незалежність Алжиру 5 вересня 1961 року, ставши першою країною в Європі, яка це зробила. Відносини знову почали покращуватися після 1966 року, а в 1969 році Тіто навіть запросив Францію взяти участь у Конференції неприєднання. Незважаючи на розбіжності щодо Алжиру, Франція визнала роль посередника, яку позаблокова Югославія (країна без колоніального минулого) могла б відігравати між Францією та новими незалежними франкомовними африканськими державами. У червні 1970 року обидві країни заснували у Парижі Франко-югославську торговельну палату.

### Розпад Югославії
Під час кризи початку 1990-х років Франція спершу виступала за збереження єдиної югославської держави, на відміну від Німеччини, яка негайно визнала нові держави Словенію та Хорватію. Тогочасні коментатори тлумачили підхід президента Франсуа Міттерана як такий, що ґрунтується на страху відродження об'єднаної Німеччини та пам'яті про історичну дружбу з Сербією. Попри це французька дипломатія наголошувала на пріоритеті єдиного загальноєвропейського підходу, щоб не загрожувати ні Маастрихтському договору, ні національному референдуму щодо його ухвалення у вересні 1992 р., і тому була готова піти назустріч наполяганню Німеччини щодо незалежності Хорватії та Словенії.
Оскільки Югославія продовжувала жорстоко розпадатися, Франція спрямувала миротворчі сили під егідою ООН, максимальна чисельність яких становила 6500 військовослужбовців, розташованих здебільшого в районі Сараєва. Вони переважно протистояли сербським військам, багато з яких були підпорядковані тій державі, що залишилася після розпаду Югославії. Бувши членом НАТО, Франція згодом долучилася до серії бомбардувань та інших стабілізаційних заходів Північноатлантичного альянсу в Боснії і Герцеговині, а також його пізнішої кампанії бомбардувань Союзної Республіки Югославії.